# Marko Biskupović
Marko Biskupović (30 juni 1989) is een Chileens voetballer, die sinds 2016 als verdediger uitkomt voor Kalmar FF in de Zweedse Allsvenskan. Hij maakte tweemaal deel uit van het Chileens voetbalelftal.

## Erelijst

### Club
- Universidad Católica
  - Copa Chile: 2011